# Pasir Jambu (Sukaraja)
Pasir Jambu is een bestuurslaag in het regentschap Bogor van de provincie West-Java, Indonesië. Pasir Jambu telt 11.777 inwoners (volkstelling 2010).